# Camille e Kennerly Kitt
Camille Kitt (1989) e 
Kennerly Kitt (1989), note come The Harp Twins, sono due attrici, arpiste e youtuber gemelle statunitensi.

## Storia del gruppo
Camille e Kennerly hanno iniziato a suonare il pianoforte da bambine, l'arpa dalle medie, che hanno comprato per la prima volta a leva, facendo le baby-sitter e dog-walking per mostrare alla loro mamma che erano seriamente intenzionate a suonarla. Entrambe hanno conseguito un Bachelor of Music in Harp Performance e si sono diplomate con il massimo dei voti al Wheaton College Conservatory of Music. Sebbene siano state educate a suonare musica classica, la loro vera passione musicale è quella di arrangiare e suonare musica contemporanea.
Sono inoltre cinture nere di terzo grado ed ex istruttrici di Taekwondo. Mentre eseguiva uno sparring, Kennerly si è rotta due dita, mentre Camille ha ricevuto dei punti sul viso come risultato di una ferita da foratura sostenuta, mentre teneva una tavola che Kennerly stava rompendo; questi incidenti le hanno costrette a decidere di smettere di praticare arti marziali, concentrandosi invece sull'arpa.

### Carriera

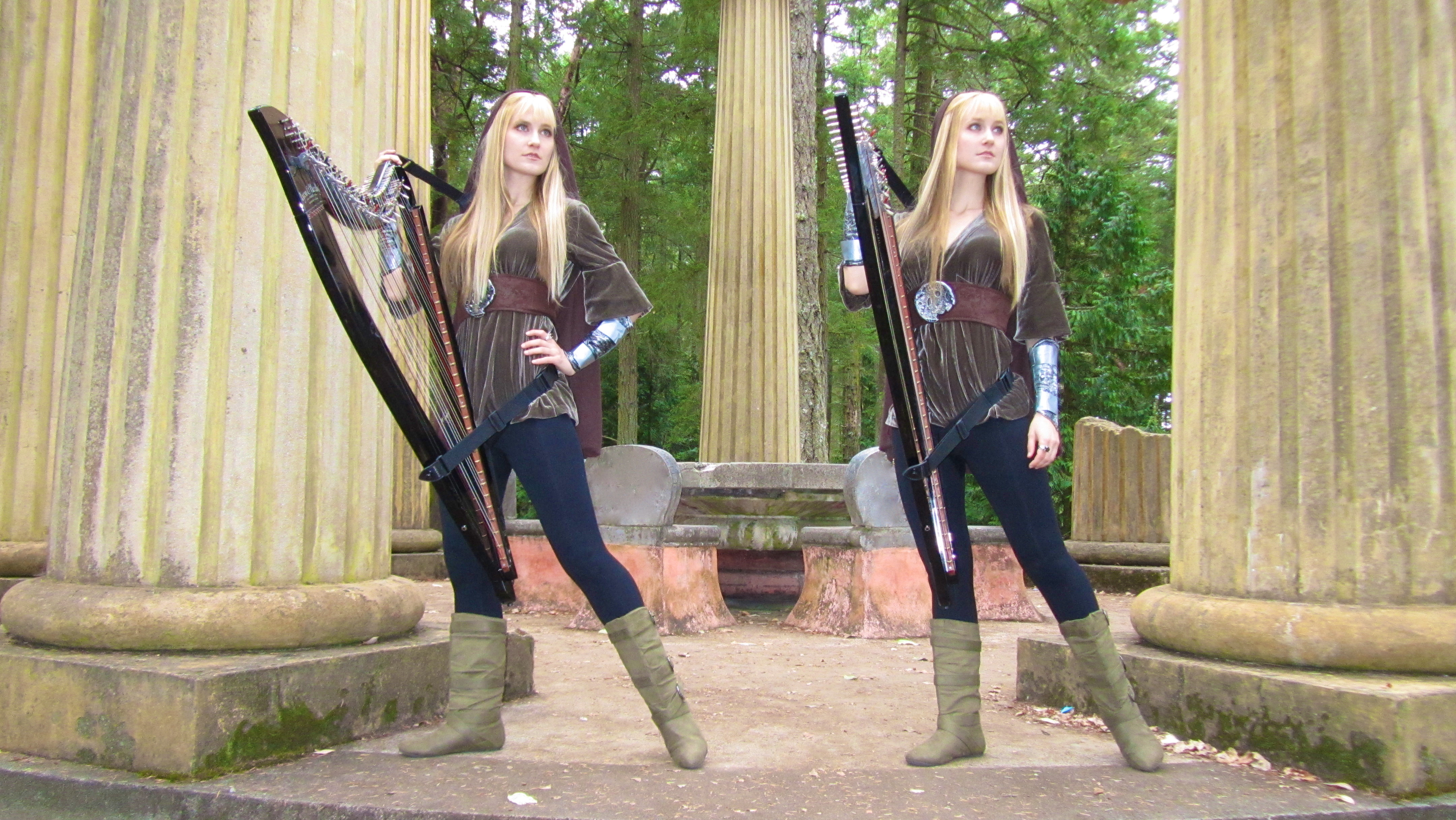
Camille e Kennerly vestite da elfi durante le riprese di una medley della colonna sonora de Il Signore degli Anelli

Camille e Kennerly sono conosciute soprattutto per i loro arrangiamenti di canzoni contemporanee di artisti come Iron Maiden, The Rolling Stones, Metallica, Lady Gaga, Blue Öyster Cult, AC/DC, Pink Floyd, Bon Jovi, Aerosmith, Rihanna, Guns N' Roses, U2, Coldplay, Enya e Journey, così come le colonne sonore di videogiochi, film e televisione, pubblicando 69 video musicali su YouTube, ottenendo oltre 71 milioni di visualizzazioni e 492.000 iscritti a gennaio 2018. La loro cover di Stairway to Heaven ha raggiunto due milioni di visualizzazioni su YouTube a partire da agosto 2013, mentre la loro cover di Fear of the Dark ha raggiunto oltre 2,5 milioni di visualizzazioni a luglio 2015.
Bailey Johnson, sul CBS News, ha scritto che il loro arrangiamento di Zombie dei Cranberries è un "omaggio elegante, malinconico e eccellente". Mallika Rao dell'Huffington Post ha scritto, invece, riguardo al loro arrangiamento del tema de Il Trono di Spade: "Sì, ci sono stati altri tentativi per coprire la melodia ossessionante di Ramin Djawadi, ma questa è ora l'unica".
Secondo la rivista Metal Hammer "piuttosto che rivolgere la loro attenzione ad un territorio ovvio e classicamente fondato, The Harp Twins si sono fatte un nome registrando cover di personaggi come Iron Maiden, offrendo classici come Fear of the Dark un affascinante nuovo modo di vivere la vita". Nell'ottobre 2014, le sorelle Kitt hanno rappresentato gli Stati Uniti all'8º Festival mondiale dell'Harpa, ad Asunción e si sono esibite al Grand Concert "Classic" di Venus. Inoltre, hanno interpretato "The Merry Christians" nel film Politics of Love, diretto da William Dear e "The Marcelli Twins" nella dark teen commedia blacktino, prodotto da Elizabeth Avellan. e hanno recitato in Delivery Man.

## Discografia

### Album
- 2013 - Harp Attack
- 2013 - Harp Fantasy
- 2015 - Harp Attack 2
- 2016 - Harp Fantasy 2

### Cover
- 2012 - Sweet Child o' Mine
- 2012 - Highway to Hell
- 2012 - Zombie
- 2012 - Game of Thrones
- 2012 - Stairway to Heaven
- 2012 - Skyrim Main Theme (Dragonborn)
- 2012 - The Legend of Zelda: Skyward Sword (Ballad of the Goddess)
- 2012 - Greensleeves
- 2012 - Silent Night
- 2012 - Oh Holy Night
- 2012 - Nothing Else Matters
- 2012 - Final Fantasy: Prelude/To Zanarkand
- 2012 - The First Nowell
- 2012 - Carol of the Bells
- 2013 - Paint It Black
- 2013 - Misty Mountains Cold
- 2013 - The Walking Dead Theme
- 2013 - Fear of the Dark
- 2013 - Doctor Who theme
- 2013 - The Rains of Castamere
- 2013 - Star Trek: The Next Generation (Main Title)
- 2013 - With or Without You
- 2013 - Wish You Were Here
- 2013 - It's My Life
- 2013 - Dream On
- 2013 - Don't Fear the Reaper
- 2013 - Scarborough Fair
- 2013 - Pachelbel's Canon in D
- 2013 - Send Me an Angel
- 2013 - Saint Seiya: Mime's Requiem/Abel's Harp
- 2013 - Smoke on the Water
- 2013 - Rainbow Road/Dire Dire Docks (da Mario Kart e Super Mario 64)
- 2013 - Amazing Grace
- 2013 - Sweet Dreams (Are Made of This)
- 2013 - The Lord of the Rings
- 2013 - Downton Abbey Theme
- 2014 - Eye of the Tiger
- 2014 - Every Breath You Take
- 2014 - Hedwig's Theme (da Harry Potter)
- 2014 - The House of the Rising Sun
- 2014 - Promise (Reprise)/Not Tomorrow (da Silent Hill)
- 2014 - Dance of Death
- 2014 - Crazy Train
- 2014 - Star Wars
- 2014 - Hotel California
- 2014 - Don't Stop Believin
- 2014 - The Bard's Song
- 2015 - The Hanging Tree
- 2015 - A Tout le Monde
- 2015 - Girls Just Wanna Have Fun

## Filmografia
- Lost Along the Way (2008)
- The End of Lost Beginnings (2009)
- Inside America (2009)
- Elephant Medicine (2010)
- Super Force 5 (2010)
- T is for Twine (2011)
- blacktino (2011)
- Politics of Love (2011)
- Delivery Man (2013)